# Терминалия беллирийская
Терминалия беллирийская (лат. Terminalia bellirica) — растение семейства Комбретовые.

## Применение
Плоды богаты сапонинами и фитостероидами. Обладает вяжущим действием, способствует росту волос и ресниц. При наружном применении Бибхитаки активно воздействует на кожу, омолаживает её, значительно улучшает структуру и восстанавливает её здоровый цвет.